# Kristy Giteau
Pas d'image ? Cliquez ici

a Compétitions nationales et continentales officielles uniquement.

b Matchs officiels uniquement.
Dernière mise à jour le 31 août 2010.
Kristy Giteau, née le 16 mars 1981, est une joueuse australienne de rugby à XV occupant le poste d'ailier pour le club des Tuggeranong Vikings (ACT) et en sélection nationale pour l'équipe d'Australie.
Son père Ron Giteau est un ancien joueur de rugby à XIII, elle a trois frères qui ont pratiqué le rugby dont le plus célèbre Matt joue en sélection nationale pour l'équipe d'Australie de rugby à XV masculine.
C'est une toute fraîche joueuse de rugby à XV. Elle pratique d'abord le basket-ball à un bon niveau puisqu'elle connaît des sélections en jeunes et part en tournée en Chine et aux États-Unis d'Amérique.
En 2000, son père entraîne l'équipe locale de rugby à XIII et lui demande de renforcer son équipe. Elle y joue pendant trois années et a même l'honneur de connaître des sélections nationales avec l'équipe d'Australie de rugby à XIII féminin.

## Carrière de rugby à XV
Comme son frère Matt, elle préfère tenter sa chance au rugby à XV.
Après cinq ans de pratique, elle débute en équipe nationale en 2009, elle participe au match de barrage contre l'équipe des Samoa.
Elle dispute la Coupe du monde de rugby à XV féminine 2010.
- Tuggeranong Vikings (ACT)  Australie

## Statistiques en équipe nationale
(Au 31/08/2010)
- 3 sélections en équipe d'Australie depuis 2009
- 1 match en 2009, 2 en 2010
- 2 essais